# 海蘭鎮區 (愛荷華州加斯里縣)
海蘭鎮區（英語：Highland Township）是位於美國愛荷華州加斯里縣的一個行政鎮區。

## 地方資料
根據2010年美國人口普查的數據，海蘭鎮區的面積為92.21平方千米，當中陸地面積為92.11平方千米，而水域面積為0.10平方千米。當地共有人口670人，而人口密度為每平方千米7.27人。